# Àhmad ibn Màjid
Àhmad ibn Màjid ibn Muhàmmad (àrab: أحمد بن ماجد بن محمد, Aḥmad b. Mājid b. Muḥammad) fou un geògraf i navegant àrab nascut a Julfar, prop de la moderna Ras al-Khaymah, el 1421. De jove ja fou hàbil en la navegació i amb el temps se'l va anomenar el «primer mariner àrab». Va morir vers 1500. Els seus mapes van ajudar Vasco de Gama a trobar el camí d'Àfrica a l'Índia. Va escriure una quarantena d'obres de poesia i prosa.
La seva obra principal és Kitab al-fawàïd fi-ussul ilm al-bahr wa-l-qawàïd (‘Llibre d'informacions útils dels principis i normes de la ciència del mar’) escrit el 1490. A l'Enciclopèdia de l'Islam s'hi esmenten més de vint obres seves.